# Doru taeniatum
Doru taeniatum är en tvestjärtart som först beskrevs av Carl August Dohrn 1862.  Doru taeniatum ingår i släktet Doru och familjen hjärtfottvestjärtar. Inga underarter finns listade i Catalogue of Life.